# Aedes grossbecki
Aedes grossbecki är en tvåvingeart som beskrevs av Dyar och Frederick Knab 1906. Aedes grossbecki ingår i släktet Aedes och familjen stickmyggor. Inga underarter finns listade i Catalogue of Life.